# Vernonia latisquamata
Vernonia latisquamata là một loài thực vật có hoa trong họ Cúc. Loài này được (Humbert) Humbert miêu tả khoa học đầu tiên năm 1960.